# Compagnie minière de l'Ogooué
 (avril 2016).
La Compagnie Minière de l'Ogooué (COMILOG) est une multinationale gabonaise basée à Moanda. Elle est une filiale du groupe métallurgique français Eramet. Active depuis plus de 50 ans, en 2013, « la COMILOG est le 1er producteur mondial de produits à base de manganèse pour l’industrie chimique et 2e producteur mondial de manganèse à haute teneur. »

## Activités
La COMILOG exploite, à Moanda (plateau Bangombé) un gisement de manganèse de classe mondiale ayant une teneur moyenne de 46 %. Estimé à plus de 70 années d’exploitation, ce gisement représente 25 % des réserves mondiales de minerai de manganèse.
Le complexe industriel de Moanda, bâti sur un site d’environ 10 hectares, a été inauguré en 2000 par le défunt président Omar Bongo. Ce complexe produit un aggloméré de manganèse destiné à la production de ferromanganèse dont les propriétés sont très supérieures à celles du minerai brut. Cet investissement de 80 millions d’euros constitue le premier pas dans le processus de valorisation du minerai.
Dans la perspective du développement de l’activité industrielle créatrice de valeur, la COMILOG a mis en service le complexe métallurgique de Moanda (CMM) le 12 juin 2015. Après plus de 50 ans d’exploitation brute du manganèse au Gabon, la COMILOG, à travers le CMM, transforme désormais sur place, au sein de deux usines distinctes, du silicomanganèse (SiMn) et du manganèse métal (EMM). Ledit complexe est appelé à produire, en moyenne, 65 000 tonnes de silico-manganèse ainsi que 20 000 tonnes de manganèse métal.

## Activité de lobbying
Pour l'année 2017, Comilog Dunkerque déclare à la Haute Autorité pour la transparence de la vie publique exercer des activités de lobbying en France pour un montant qui n'excède pas 10 000 euros, mais n'a cependant pas déclaré, comme il était légalement tenu de le faire avant le 30 avril 2018, l'ensemble de ses activités.

## Filiales
- Setrag : exploite le chemin de fer gabonais[10].
- Maboumine : détient le permis de recherche du gisement de Mabounié au Gabon qui recèle des ressources de niobium, tantale, terres rares et uranium[11].
- SODEPAL : gère le parc animalier de la Lékédi situé à  Bakoumba au Gabon.
- SOMIVAB : située à Essassa (24 km de Libreville), l'usine fabrique des traverses pour le chemin de fer et pratique le sciage de bois durs tropicaux[12].